# 巴爾斯河
巴爾斯河（法語：Barse，法語發音：[baʁs]）是法國的河流，位於該國中北部，屬於塞纳河的右支流，河道全長50公里，流域面積463平方公里，發源自巴尔斯河畔旺德夫尔，河口處在圣帕尔欧泰特尔。

## 外部連結
- Sandre数据库中的巴爾斯河